# Benjamin Buit
Benjamin Buit (2008) is een Nederlands youtuber en internetpersoonlijkheid die bekendstaat om zijn video's, waarin hij in een journalistieke stijl kritische vragen stelt en deelneemt aan evenementen en demonstraties.

## BENDER
Buit heeft samen met zijn broer Tommy Buit en Frits-Willem van der Hoeven een YouTube-kanaal genaamd BENDER. De drie maken video's over verschillende onderwerpen met soms een politieke lading. Ze kwamen wereldwijd in het nieuws na het verslaan van de rellende Maccabi-fans in Amsterdam.

## Privéleven
Buit groeide op in Het Gooi. Hij is – langs moeders kant – de kleinzoon van Rob Out, voormalig programmadirecteur van Radio Veronica.